# Bombardierung von Rotterdam 1940
Schlacht um die Niederlande

Maastricht – Mill – Den Haag – Rotterdam – Zeeland – Grebbeberg – Afsluitdijk – Bombardierung von Rotterdam
Invasion von Luxemburg

Schusterlinie
Schlacht um Belgien

Fort Eben-Emael – K-W-Linie – Dyle-Plan – Hannut – Gembloux – Lys
Schlacht um Frankreich

Ardennen – Sedan – Maginot-Linie – Weygand-Linie – Arras – Boulogne – Calais – Dünkirchen (Dynamo – Wormhout) – Abbeville – Lille – Paula – Fall Rot – Aisne – Westalpen – Cycle – Saumur – Lagarde – Aerial – Fall Braun

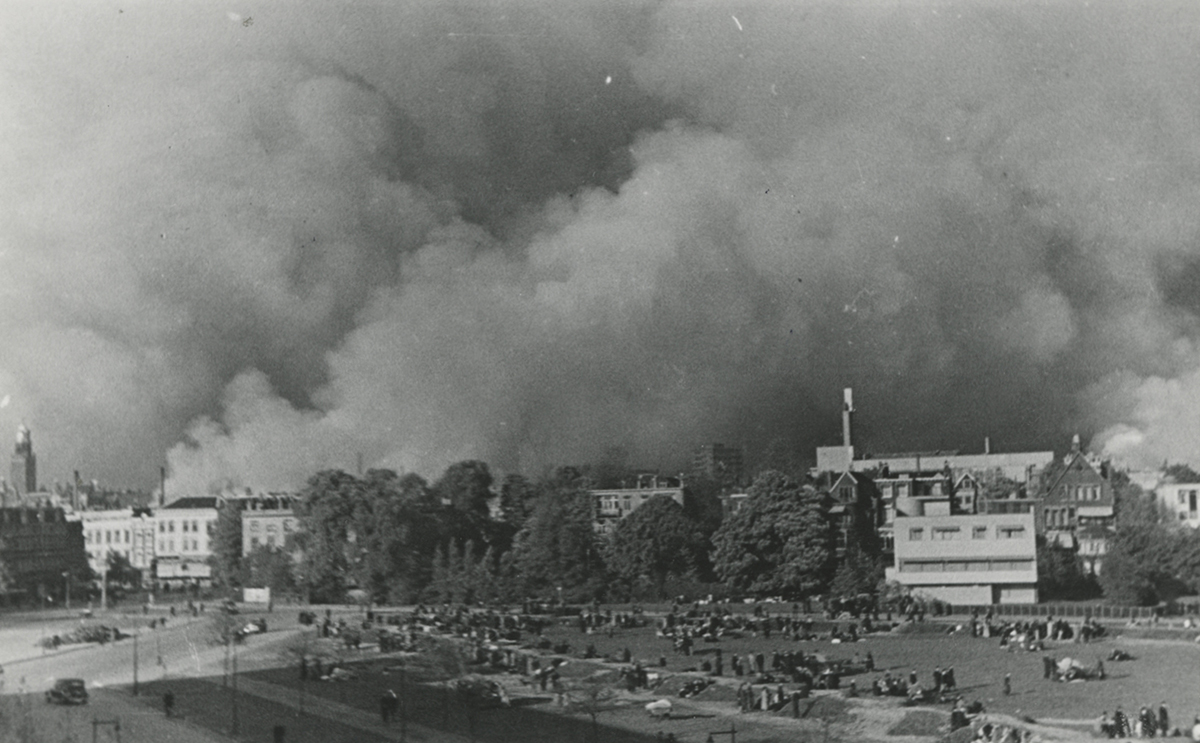
Brennendes Rotterdam im Mai 1940

Die Bombardierung von Rotterdam 1940 durch die deutsche Luftwaffe fand am frühen Nachmittag des 14. Mai 1940 statt, von 13:27 Uhr bis ungefähr 13:40 Uhr. Sie kostete 814 Zivilisten das Leben und zerstörte die komplette Altstadt, obwohl bereits eine Kapitulation der niederländischen Streitkräfte erfolgt war.
Dieser Angriff auf die niederländische Hafenstadt Rotterdam, im englischen Sprachraum auch Rotterdam Blitz genannt, beim Überfall auf die Niederlande, Belgien und Luxemburg fand zu Beginn des Westfeldzugs im Zweiten Weltkrieg statt.

## Ablauf
Die deutsche Wehrmacht griff die Niederlande in den Morgenstunden des 10. Mai 1940 an. Um vom Geschehen am Boden abzulenken, drangen zunächst Maschinen der Luftwaffe in den niederländischen Luftraum ein, vermeintlich auf dem Flug nach England. Sie kehrten jedoch über der Nordsee um und griffen Den Haag an.
Die Invasion verlief für die Angreifer erfolgreich. Dennoch war der Widerstand der „Festung Holland“ erheblich, obwohl deutsche Luftlandetruppen die Brücke über die Waal besetzt hatten und somit das Eingangstor in die Festung Holland besaßen. Die Deutschen beabsichtigten damit, von Süden in das Innere der Festung vorzustoßen. Sie konnten die Brücke wegen der niederländischen Gegenwehr nicht benutzen. Am 13. Mai konnten sie aber in den Rücken der Grebbelinie vorstoßen, wodurch die niederländischen Truppen vor einer Einkreisung standen. Die bei Breda stehenden französischen Truppen, die den Niederländern prinzipiell hätten helfen können, waren wegen der deutschen Luftangriffe nicht einsatzfähig und zogen ab.

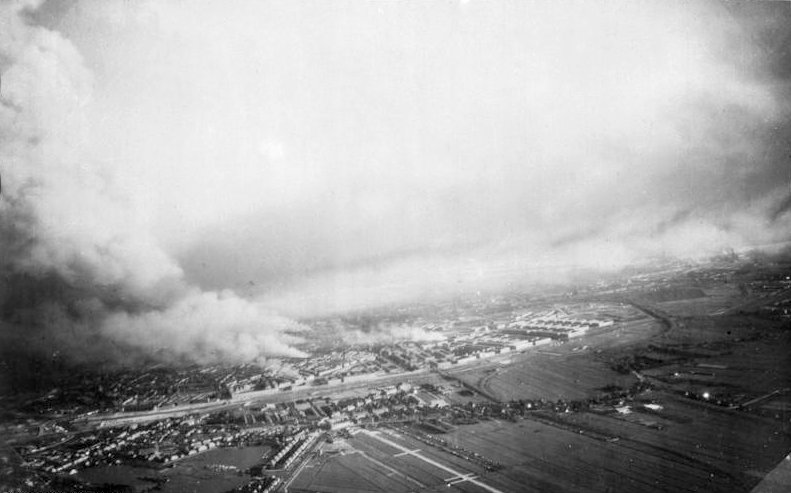
Rotterdam, Luftaufnahme von Bränden nach dem Bombardement

Am Abend des 13. Mai 1940 befahl das Armeeoberkommando der 18. Armee, den „Widerstand in Rotterdam mit allen Mitteln zu brechen“. General Schmidt, der die für die Einnahme Rotterdams bestimmte Kampfgruppe der 18. Armee befehligte, stellte am 14. Mai dem holländischen Stadtkommandanten Pieter Scharroo ein Ultimatum zur Übergabe der Stadt. Die Kampfhandlungen wurden vorübergehend eingestellt und Verhandlungen zwischen den Deutschen und Niederländern begannen. Am selben Tag befahl die Führung der Wehrmacht einen Luftangriff auf Rotterdam, der unmittelbar darauf erfolgte.

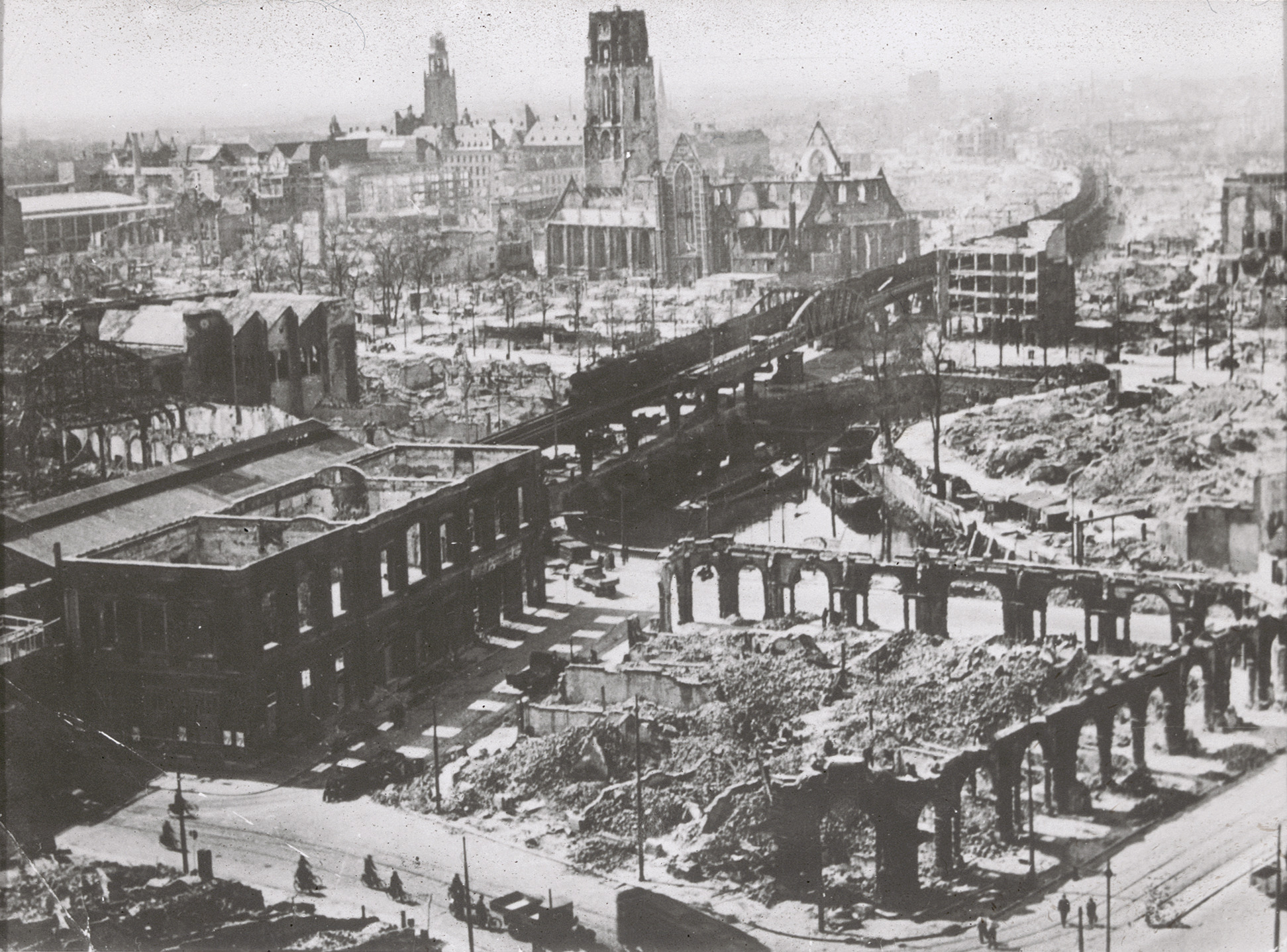
Rotterdams Innenstadt nach dem Luftangriff

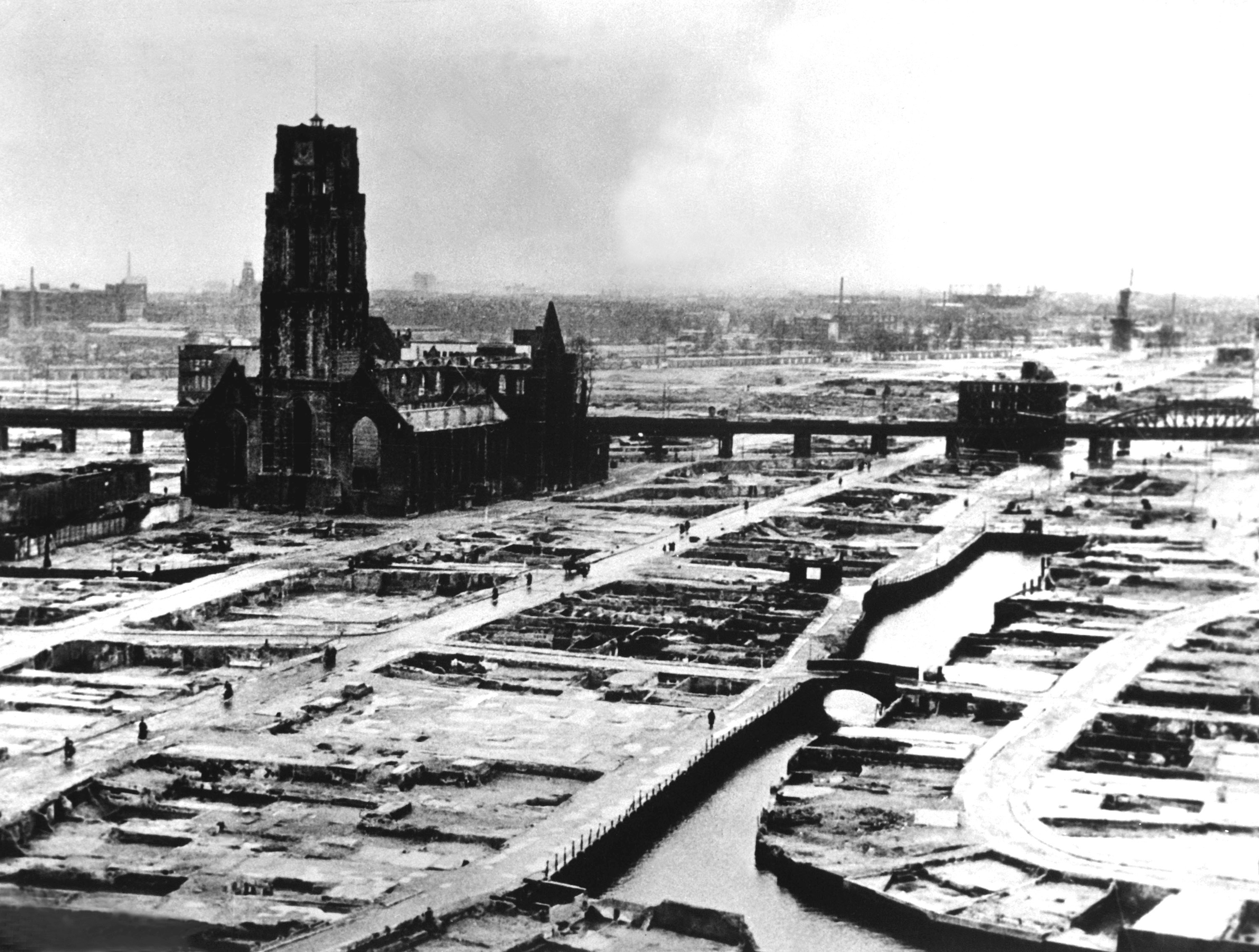
Die gleiche Stelle um die Laurenskerk nach der Enttrümmerung

Die Nachricht über die von den Verteidigern inzwischen aufgenommenen Übergabeverhandlungen erreichte die deutschen Kommandostellen zu spät. Nur die II. Gruppe des anfliegenden Kampfgeschwaders 54 konnte durch einen Gegenbefehl zurückbeordert werden. 57 Bomber der im Anflug auf Rotterdam befindlichen I. Gruppe mit dem Geschwaderkommodore Oberst Walter Lackner führten den Angriff aus. Als besonders tragisch erwies sich, dass bei den Bombern vom Typ Heinkel He 111 vor dem Bombenabwurf die Schleppantenne eingezogen werden musste. So erreichte der Befehl zum Abbruch über Funk einen Teil der angreifenden Flugzeugführer nicht mehr, und sie führten ihren Auftrag aus. Oberstleutnant Otto Höhne, Führer einer der beiden angreifenden Kolonnen des Kampfgeschwaders, erkannte als einziger die roten Leuchtzeichen der deutschen Fallschirmjäger, die signalisierten, dass die Holländer kapituliert hatten. Höhne drehte mit seiner Kolonne im letzten Moment ab und verhinderte damit noch weiteren Schaden für die ohnehin schon schwer getroffene Innenstadt.

## Folgen
Zwischen 800 und 900 Rotterdamer Bürger verloren ihr Leben. 24.978 Wohnungen, 24 Kirchen, 2320 Geschäfte, 775 Lagerhallen und 62 Schulen wurden zerstört. Eine Fläche von 2,6 Quadratkilometern war binnen weniger Minuten dem Erdboden gleichgemacht worden. Am meisten betroffen war neben dem mittelalterlichen Zentrum der östliche Vorort Kralingen. Danach kapitulierte die Stadt.
Als in der Folge dieses Angriffes „der Stadt Utrecht das gleiche Schicksal angedroht worden war, falls ihr Kommandant nicht sofort kapituliere“, gaben die niederländischen Streitkräfte unter General Henri Winkelman auf. Am 15. Mai unterzeichneten General Winkelman und General Küchler, der Oberbefehlshaber der 18. Armee, in Rijsoord den deutsch-niederländischen Waffenstillstandsvertrag, der um 20:30 Uhr über den Rundfunk verkündet wurde.
Eine weitere Folge des Angriffs war die Eskalation des Luftkriegs. Am 15. Mai wurde das britische Bomber Command von der Regierung autorisiert, Angriffe auf Ziele östlich des Rheins zu fliegen. Dieser Entscheidung folgten unter anderem erste Luftangriffe auf das Ruhrgebiet, auf Bremen und auf Hamburg.

## Filme
- Rotterdam 1940 – Der Blitzangriff (OT: Het bombardement). Kriegsdrama, Niederlande 2012, Regie: Ate de Jong, Länge: 105 Minuten, Direktveröffentlichung auf DVD am 29. November 2013.